# Janela Azul
Janela Azul (em maltês:  it-Tieqa Żerqa), também conhecida como a Janela Dwejra (em maltês:  it-Tieqa tad-Dwejra), era um arco natural de calcário de 28 metros de altura na ilha de Gozo, em Malta. Ele ficava localizado na baía de Dwejra, nos limites de San Lawrenz, perto do Mar Interior e da Rocha do Fungo. Era uma das principais atrações turísticas de Malta. O arco, juntamente com outras características naturais na área de Dwejra, é destaque em uma série de filmes internacionais e outras representações de mídia.
Ela foi criada quando duas cavernas marítimas de pedra calcária desmoronaram. Após anos de erosão natural que causaram a queda de partes do arco no mar, a formação desmoronou completamente durante uma tempestade em 8 de março de 2017.

## História

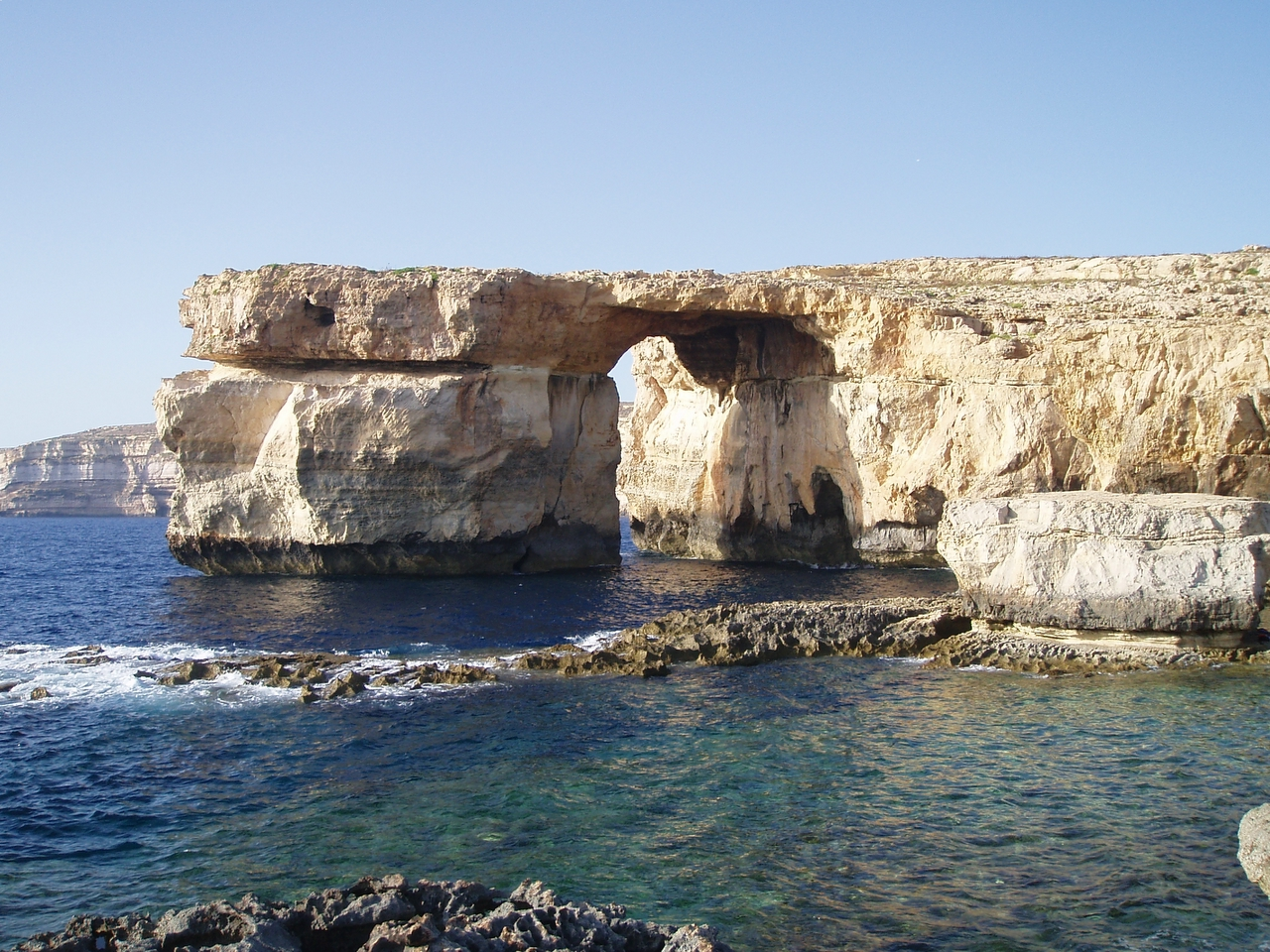
Janela Azul em 2006

A Janela Azul desenvolveu-se através da erosão do mar e da chuva de um penhasco durante um período de aproximadamente 500 anos. O arco era um dos marcos turísticos principais de Malta e era um contexto popular nas fotografias. Foi incluído em uma área especial da conservação.
Entre as décadas de 1980 e 2000, partes da laje superior do arco desmoronaram, o que ampliou significativamente seu tamanho. Uma grande laje de rocha na borda externa da cavidade desabou em abril de 2012, aumentando ainda mais o tamanho da janela. Outra queda de rochas ocorreu em março de 2013. Um relatório geológico e geotécnico foi preparado quatro meses depois e determinou que o arco era "relativamente estável e continuará a permanecer assim por vários anos", embora tenha advertido que as quedas de rocha continuarão e que poderia ser perigoso que pessoas chegassem perto.
Em dezembro de 2016, foi publicada uma ordem de emergência que proibia as pessoas de entrar no arco, com invasores que enfrentam uma multa de 1500 euros. No entanto, esta lei não foi aplicada e os visitantes ainda estavam andando em cima do arco dias antes dele desabar em março de 2017.

### Desmoronamento

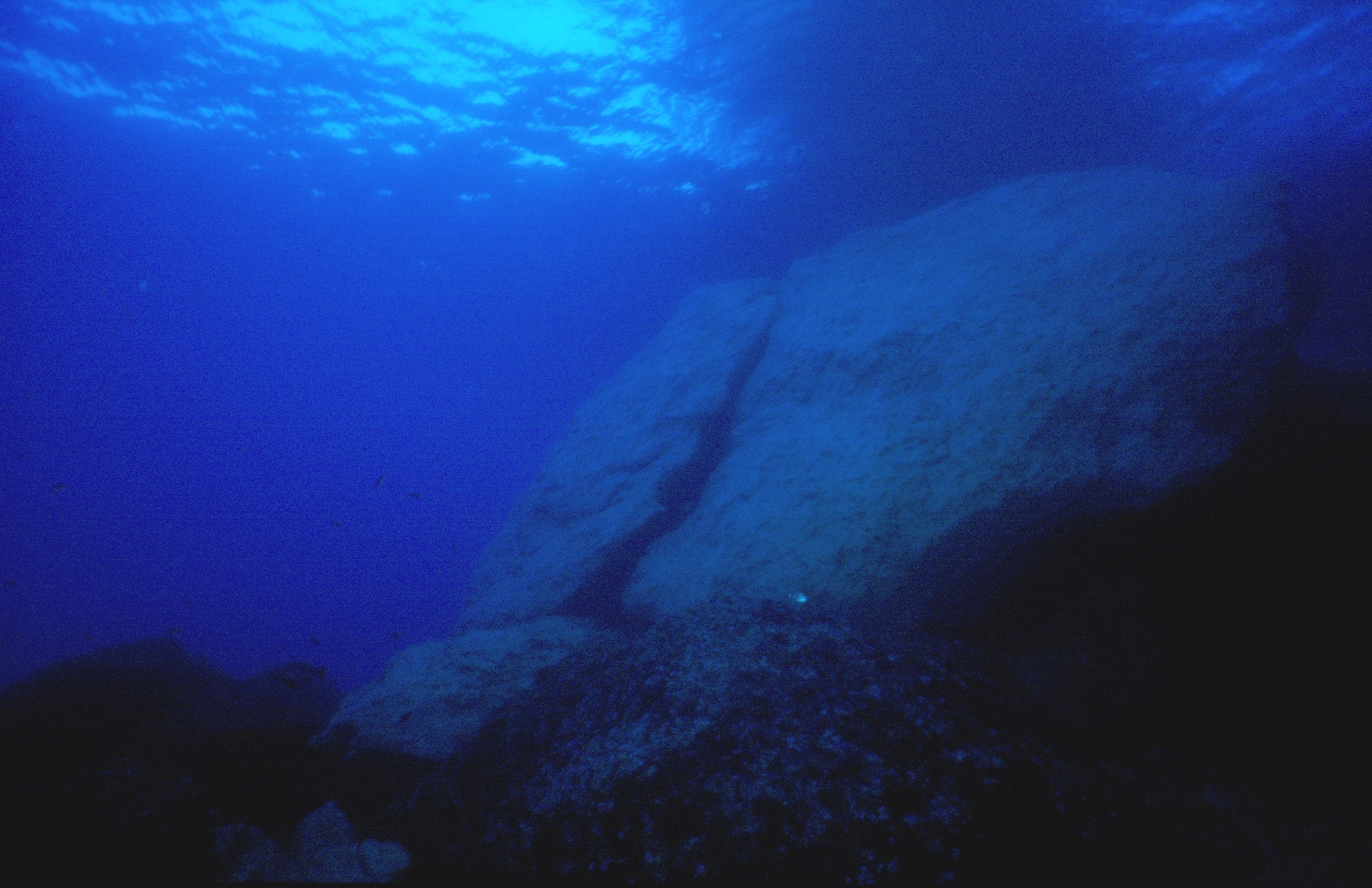
Parte do pilar que caiu em 2012

A estrutura inteira, incluindo o pilar, desmoronou em torno de 08h40 UTC (09h40 hora local) em 8 de março de 2017, após um período de tempestades intensas, deixando nada visível acima do nível do mar.
O colapso foi relatado na mídia local e internacional. O primeiro-ministro Joseph Muscat e o líder da oposição Simon Busuttil tuitaram sobre o colapso da Janela Azul e igualmente transformou-se o assunto de muitos memes da Internet em redes sociais. A Autoridade de Meio Ambiente e Recursos chamou o colapso de uma perda importante para o patrimônio natural de Malta.

## Cultura popular
A Janela Azul foi apresentada em vários filmes, como Clash of the Titans (1981) e O Conde de Monte Cristo (2002). Também pode ser visto na minissérie de televisão The Odyssey (1997). Também foi usado como local de filmagem da cena do casamento de Dothraki na primeira temporada da série da HBO Game of Thrones. Esta filmagem causou controvérsia quando o ecossistema protegido foi danificado por um subcontratado. O mergulhador David Colturi é caracterizado em um anúncio de 2017 do anúncio de Hugo Boss na Janela Azul e na Janela il-Mielaħ de Wied.